# قضاء الحمزة الغربي
قضاء الحمزة الغربي ومركزه مدينة المدحتية وهو قضاء يقع في وسط العراق ضمن محافظة بابل، ويقع بين نهري دجلة والفرات، على ارتفاع 19 مترا فوق مستوى سطح البحر، ويبعد حوالي 23 كيلومترا إلى الشرق والجنوب الشرقي من الحلة مركز محافظة بابل ويبعد مسافة 94 كيلومترا إلى الجنوب والجنوب الشرقي من بغداد عاصمة البلاد.

## التسمية والتاريخ

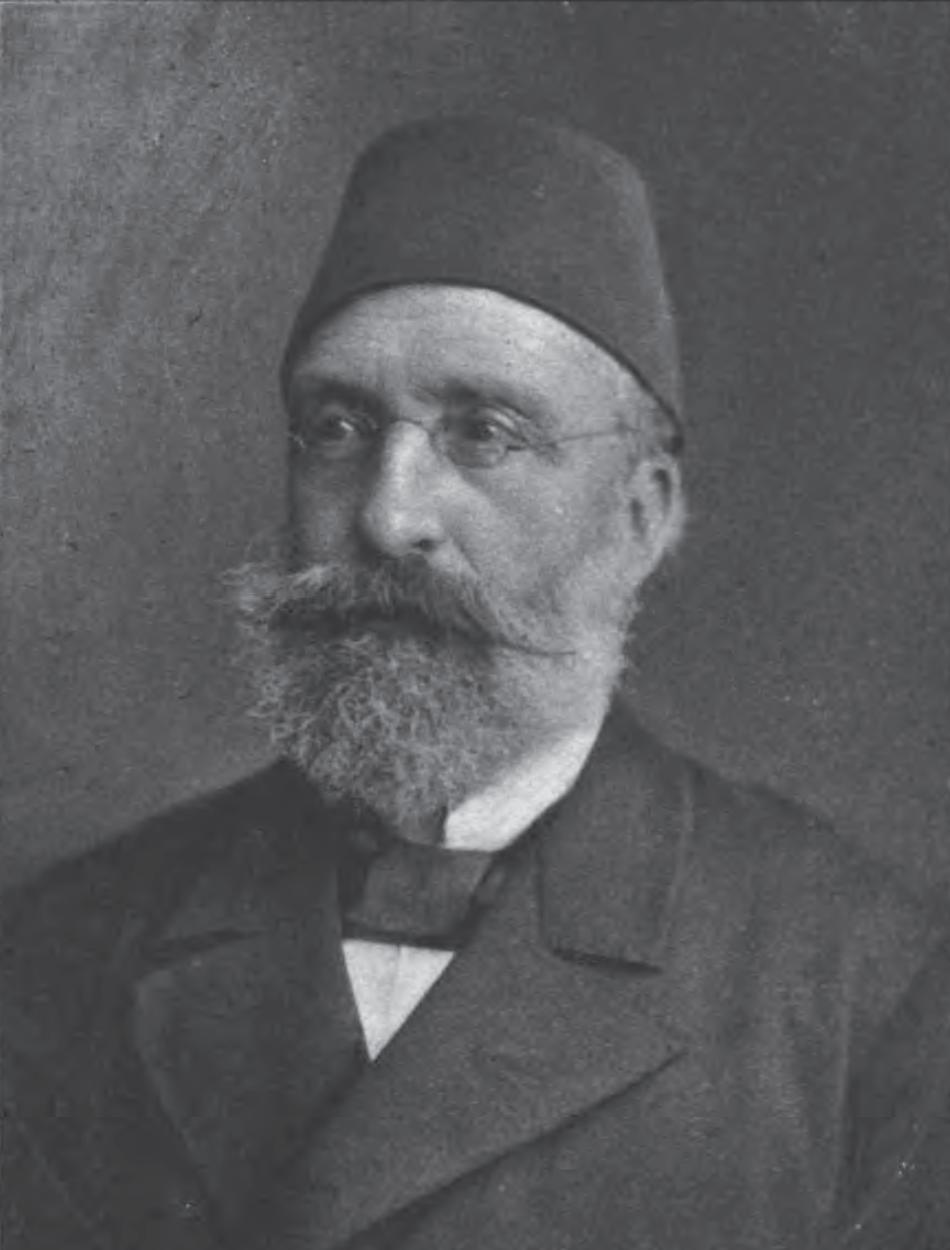
الوالي العثماني المصلح مدحت باشا أمر بإعادة إعمار المدينة وتنظيمها بشكل عصري خلال القرن التاسع عشرالميلادي.

لا يحدد الباحثون متى نشأت مدينة المدحتية إلا أن المصادر التاريخية التي وصلت إلينا تشبر إلى أن المدينة كانت موجودة خلال القرن الثالث الهجري، وكانت معظم الأراضي التي يطلق عليها اليوم اسم قضاء (الحمزة الغربي) تسمى سابقا بـ (سورا) أو (سوراء).
أما التسمية الحالية «المدحتية» فهي حديثة نسبيا واطلق هذا الاسم نسبة إلى الوالي العثماني المصلح مدحت باشا الذي أمر بإعادة إعمار المدينة وتنظيمها بشكل عصري خلال القرن التاسع عشرالميلادي، ويسمى القضاء رسميا بـ (الحمزة الغربي) تيمنا بوجود قبر حفيد العباس بن علي بن أبي طالب وهو الحمزة بن القاسم والذي يلقب أيضا بـ (الحمزة الغربي)
والقضاء كان ناحية من نواحي قضاء الهاشمية حتى اوائل عام 2014، عندما صدر قرار بتحويل ناحية الحمزة الغربي (مركزه: مدينة المدحتية) إلى قضاء الحمزة الغربي.

## قصة تحول قرية المدحتية إلى ناحية إدارية
بعد قيام ثورة الدغارة ضد الحكم العثماني عام 1869م إثر أمتناع عشائر عفك عن تسديد الضرائب المفروضة عليهم وقيامهم بقتل متصرف (محافظ) لواء الحلة (توفيق بيك) عند قدومه لجمع الضرائب حيث كانت الديوانية وقصباتها تابعة إداريا للواء الحلة.
وثارت بالمزامنة معها عشائر ألبو سلطان وخيگان والجبور مما أضطر والي بغداد مدحت باشا إلى الإشراف بنفسه للقضاء على هذه الثورة ودحر العشائر الثائرة واستخدمت القوة المسلحة لذلك حيث لم تستطع العشائر مواجهة قوة المدافع العثمانية مما جعلها تطلب الأمان من السلطة ونتج عن ذلك إلغاء الإدارة العثمانية لشاطي حطاب في منطقة خيگان ونقل دار الحكومة إلى قرية الإمام الحمزة الغربي (عليه السلام).
حيث أصدر الوالي مدحت باشا أمرا بتحويل القرية إلى درجة ناحية إدارية مرتبطة بمركز لواء الحلة وألحقت بها أكثر من 16 قرية وسميت بـ (المدحتية) تيمنا به وعلى رأي آخر إن التسمية جاءت باقتراح بعض معاوني مدحت باشا لتمييزها عن مدينة الحمزة الشرقي الواقعة جنوب مدينة الديوانية التي تضم قبر السيد أحمد بن هاشم الغريفي البحراني والذي لقب بالحمزة لسرعة الاستجابة للدعاء عند قبره كاستجابة الدعاء عند قبر أبي يعلى الحمزة بن القاسم (عليه السلام) ولكون مرقده يقع في الشرق سمي بالحمزة الشرقي.

## الجغرافيا
ترتفع أراضي قضاء الحمزة الغربي المنحدرة نحو الجنوب 19م فوق مستوى سطح البحر، يسودها مناخ حار متطرف صيفا معتدل ممطر شتاء.
ويعد قضاء الحمزة الغربي من المدن التي تمتاز بأراض خصبة نظرا لوجود العديد من الأنهار من نهر الباشية ونهر الخميسية ونهر خيكان ونهر ربيانة الذي يعد أطول وأكبر نهر في مدينة الحمزة الغربي وأن جميع هذه الأنهار تنبع من نهر الحلة (أحد فروع نهر الفرات).

## التركيبة السكانية
وفقا لآخر تعداد رسمي في منتصف 2013، كان عدد السكان 351.037 ويهيمن على التكوين القومي العرب مع وجود نسب قليلة من الكرد والتركمان، أما التركيب الديني فيهيمن عليه المسلمون التي تصل نسبتهم إلى 98% أما النسبة المتبقية فتمثل المسيحيين والصابئة المندائيين.

## الوضع الاقتصادي
تعد المدحتية ثاني أكبر مركز اقتصادي في محافظة بابل بعد مدينة الحلة بسبب موقعها الديني المتميز من جانب آخر تشتهر المدينة بصناعة السجاد والذي يحمل مميزات فنية تطبع إنتاج هذه المدينة بطابعها الخاص. وتمتاز أيضاً بصناعة الدبس والمشروبات الغازية والصناعات التراثية والصناعات النفطية أما عن الزراعة فتشتهر المدينة بإنتاج القمح والشعير والرز والذرة والتمر إضافة إلى محاصيل زراعية أخرى.

### أهم المصانع والمنشأت الغذائية
- مصنع سجاد المدحتية (وزارة الصناعة والمعادن)
- مصنع اكد للمشروبات الغازية (شركة خاصة)
- معمل سكر المدحتية (شركة الاتحاد للصناعات الغذائية)
- معمل زيوت المدحتية (شركة الاتحاد للصناعات الغذائية)
- شركة المدحتية للتجارة الحبوب (مطحنة حكومية)
- سايلو المدحتية الحكومي (وزارة التجارة العراقية)

## التقسيمات الإدارية

مقاطعات قضاء الحمزة الغربي

تنقسم مدينة المدحتية إداريا إلى مركز المدينة الذي يضم عدد كبير من الأحياء السكنية والتجارية، إضافة إلى عشرات القرى والقصبات التي تتبع لها إدارياً أكبرها الحصين وبيرمانه والخميسية وخيكان وغيرها..

## مقاطعات ريف الحمزة الغربي
| اسم المقاطعة     | مساحتها | سكانها سنة 2020 |
| بيرمانة          |         | 3154            |
| روبيانة ومشيمش   |         | 11379           |
| الصويرة الزبيدية |         | 4012            |
| العلاك والباشية  |         | 8250            |
| الشوملي والبزل   |         | 5396            |
| العوادل          |         | 10034           |
| الخميسية         |         | 14127           |
| أراضي الجزيرة    |         | 6582            |
| الياسية          |         | 2401            |
| الرواشد          |         | 5212            |
| الحصين الشرقي    |         | 2063            |
| الحصين الغربي    |         | 3030            |
| عرب بيرمانة      |         | 3255            |
| جمعيات           |         | 2508            |
| البو سعبر        |         | 2003            |
| المزيدية         |         | 3012            |

### أهم القصبات والقرى التابعة للقضاء
- قرية الخميسية / مقر مركز شرطة الخميسية. (استحدثت ناحية الخميسية حسب قرار مجلس محافظة بابل رقم 43 بتاريخ 4 نيسان 2018).
- قرية بيرمانة / مقر مركز شرطة بيرمانة
- قرية الحصين

(استحدثت ناحية الحصين حسب قرار مجلس محافظة بابل رقم 43 بتاريخ 4 نيسان 2018)
- قرية الياسية
- قرية مشيمش
- قرية سيعدان
- قرية العويسات
- قرية البو سمندر
- قرية البو طيف
- قرية البو عبد الله
- قرية العلاق
- قرية محريجه
- قرية خيكان / مقر مركز شرطة الفرات
- قرية العوادل
- قرية الغزالي
- قرية البو درباش

## الرياضة في الحمزة الغربي
تعتبر كرة القدم الرياضة الأكثر شعبية في المدينة، وللمدينة فريق يمثلها في الدوري العراقي الممتاز هو نادي المدحتية الرياضي.

## وصلات داخلية
- أقضية العراق.
- نواحي العراق.
- مدن وبلدات.

## روابط خارجية
- http://alhamzah-news.blogspot.com/ | وكالة أنباء المدحتية نت
- http://wwww.alforatnews.com/modules/news/article.php?storyid=60666|اخبار مستشفى المدحتية